# Saint-Sernin-du-Plain
Saint-Sernin-du-Plain település Franciaországban, Saône-et-Loire megyében. Lakosainak száma 604 fő (2022. január 1.). Saint-Sernin-du-Plain Créot, Cheilly-lès-Maranges, Couches, Dennevy, Dracy-lès-Couches, Paris-l’Hôpital, Saint-Gervais-sur-Couches, Saint-Maurice-lès-Couches és Sampigny-lès-Maranges községekkel határos.

## Népesség
A település népessége az elmúlt években az alábbi módon változott:
| Lakosok száma | 597  | 576  | 580  | 581  | 588  | 596  | 599  | 600  | 604  |
|               | 2013 | 2015 | 2016 | 2017 | 2018 | 2019 | 2020 | 2021 | 2022 |